# العلاقات السعودية الكينية
العلاقات السعودية الكينية هي العلاقات الثنائية بين كينيا و المملكة العربية السعودية.

## التاريخ
العلاقات بين السعودية وكينيا علاقات ودية. زار الرئيس دانيال اراب موي المملكة العربية السعودية في عامي 1979 و 1983. زار وزير الخارجية شيراو علي مواكوير السعودية في عام 2005. زار الرئيس مواي كيباكي المملكة العربية السعودية في عام 2012.
تحرص كينيا على زيادة صادراتها من الشاي للسعودية وزيادة عدد السياح السعوديين القادمين إلى كينيا.

## التعاون والتنمية
قامت المملكة العربية السعودية، من خلال الصندوق السعودي للتنمية، بتمويل مشاريع تنموية عديدة في كينيا. من بينها مشروع لتزويد نيروبي بالمياه بمبلغ 55.84 مليون ريال، وطريق كينيا جنوب السودان بتمويل قدره 34.59 مليون ريال، وطريق تيكا جريسا-ليبوي بمبلغ 55.84 مليون ريال، ومشروع للصرف الصحي في مومباسا 45.95 مليون ريال، ومحطة كيامبري لتوليد الكهرباء بمبلغ 39.96 مليون ريال، ودعم القطاع الزراعي بحوالي 15 مليون ريال و مشروع تزويد مدينة غاريسا بالمياه بمبلغ 31.41 مليون ريال.
في عام 2011، وافقت السعودية على قرض بقيمة 1.6 مليار شيلينغ كيني لصالح كينيا لإنشاء طريق نونو-مادو غاشي الذي يبلغ طوله 146 كلم والذي سيربط بين مدينتي غاريسا ومانديرا. كما وافقت السعودية على مبلغ 2.1 مليار شيلينغ كيني لتمويل خمسة مشاريع كهرباء.
يوجد في السعودية حوالي 20 ألف عامل كيني.

## التبادلات التجارية
في عام 2014 ، بلغت واردات كينيا من السعودية 28.22 مليار شيلينغ كيني (265 مليار يورو).
في عام 2013، بلغت واردات كينيا من السعودية 64 مليار شيلينغ كيني (603 مليون يورو). بلغ إجمالي التبادلات التجارية بين البلدين 68 مليار شيلينغ كيني (636 مليون يورو). وهذا جعل السعودية سابع أكبر شريك تجاري لكينيا.

## البعثات الدبلوماسية
تحتفظ المملكة العربية السعودية بسفارة لها في نيروبي، كما أن كينيا لديها سفارة في الرياض.

## مقارنة بين البلدين
هذه مقارنة عامة ومرجعية للدولتين :
| وجه المقارنة                                              | كينيا                         | السعودية        |
| --------------------------------------------------------- | ----------------------------- | --------------- |
| المساحة (كم2)                                             | 581.31 ألف                    | 2.25 مليون      |
| عدد السكان (نسمة)                                         | 48.47 مليون                   | 33.00 مليون     |
| الكثافة السكانية (ن./كم²)                                 | 83.38                         | 14.67           |
| العاصمة                                                   | نيروبي                        | الرياض، الدرعية |
| اللغة الرسمية                                             | اللغة السواحلية، لغة إنجليزية | اللغة العربية   |
| العملة                                                    | شيلينغ كيني                   | ريال سعودي      |
| الناتج المحلي الإجمالي (بليون دولار)                      | 74.94 مليار                   | 769,878 مليار   |
| الناتج المحلي الإجمالي (تعادل القوة الشرائية) بليون دولار | 142.24 مليار                  | 1,796,205 مليون |
| الناتج المحلي الإجمالي الاسمي للفرد دولار أمريكي          | 1.38 ألف                      | 20.139 ألف      |
| الناتج المحلي الإجمالي للفرد دولار أمريكي                 | 2.95 ألف                      | 31,245 ألف      |
| مؤشر التنمية البشرية                                      | 0.548                         | 0.837           |
| رمز المكالمات الدولي                                      | +254                          | +966            |
| رمز الإنترنت                                              | .ke                           | .sa             |
| المنطقة الزمنية                                           | ت ع م+03:00                   | ت ع م+03:00     |

## روابط خارجية
- سفارة المملكة العربية السعودية في نيروبي
- سفارة كينيا في الرياض